# Drake Bernstein
Drake Bernstein (* 28. August 1989) ist ein ehemaliger US-amerikanischer Tennisspieler.

## Karriere
Bernstein studierte von 2007 bis 2011 an der University of Georgia Sport und spielte in dieser Zeit dort College Tennis. Als einer von 14 Spielern der Hochschule schaffte er es während seines Studiums mehr als 100 Matches im Einzel zu gewinnen.
Nach seinem Abschluss spielte er eine Handvoll Turniere als Tennisprofi. Während er im Einzel kein Match gewinnen konnte, siegte er bei seinem einzigen Turnier im Doppel bei den Atlanta Tennis Championships 2011 mit seinem Partner Kevin King gegen die Doppelspezialisten Scott Lipsky und Rajeev Ram in zwei Sätzen, ehe sie im Viertelfinale an Matthias Bachinger und Frank Moser scheiterten. Dadurch konnte er sich im Doppel einmal in der Weltrangliste platzieren.
Nach seiner kurzen aktiven Zeit wurde er 2012 Trainer der des Frauen-College-Teams seiner ehemaligen Hochschule. 2015 wurde er zum Cheftrainer befördert.